# Ottokar Schupp
Ottokar Wilhelm Schupp (* 25. August 1834 in Grebenroth; † 1. Mai 1911 in Wiesbaden-Sonnenberg) war Pfarrer und Volksschriftsteller.

## Leben
Schupp wuchs auf in Grebenroth und Obernhof und besuchte das Gymnasium zu Wiesbaden. Nach Beendigung seines Studiums erhielt er 1860 die Pfarrstelle in Espa. Die trostlosen Zustände in seiner Gemeinde, deren Söhne und Töchter nach Amerika verschachert wurden, gaben ihm die Anregung zu dem Roman Hurdy Gurdy. Von Obernhof aus, dem zweiten Wirkungskreis Schupps, regte die Heimat des Schinderhannes, Miehlen, den Roman Der Postraub von Würges an. Weitere Anregung brachte die in Miehlen geschriebene Chronik des Dreißigjährigen Krieges von Pfarrer Plebanus, deren Urschrift im Wiesbadener Staatsarchiv aufbewahrt wird. Schupp heiratete 1861. Von 1868 bis 1872 war er Pfarrer in Walsdorf bei Idstein. Hier schrieb er den Roman Die Pfarrfrau von Heftrich über ein Opfer der Hexenverfolgung. Danach war er bis zu seiner Versetzung in den Ruhestand 1905 Pfarrer in Wiesbaden-Sonnenberg. Dort entstanden noch Zahlreiche Werke.
Sein Sohn Julius Schupp wurde ebenfalls Pfarrer und versah die Pfarrstelle in Anspach-Taunus von 1901 bis 1932. Die Tochter Maria Carmen Schupp heiratet den Landesposaunenpfarrer und späteren Oberkirchenrat in Dresden  Adolf Müller. Deren jüngster Sohn Gottfried Müller wurde ein bedeutender Komponist und wirkte als Dozent für Musiktheorie am Konservatorium in Nürnberg.

## Sonstiges
Die Schuppstraße in Wiesbaden-Sonnenberg ist nach Ottokar Schupp benannt.

## Erzählungen
- Hurdy-Gurdy. Bilder aus einem Landgängerdorfe. Bielefeld und Leipzig 1867 (Digitalisat der Bayerischen Staatsbibliothek)
- Der Freiherr vom Stein, des Rechtes Grundstein, des Unrechtes Eckstein, des deutschen Volkes Edelstein. Niedner, Wiesbaden 1868
- Louise, Königin von Preußen. Ein Lebensbild für die Jugend und das Volk bearbeitet. Wiesbaden 1869
- Der Feldmarschall Graf Neithard von Gneisenau. Niedner, Wiesbaden 1870 (Digitalisat der Bayerischen Staatsbibliothek)
- Der Fuhrmannsjunge im Krieg. 1871
- Das Büchlein vom Vater Arndt, dem Sänger deutscher Freiheit und dem Propheten deutscher Größe und Einheit. Niedner, Wiesbaden 1872 (Digitalisat der Ernst-Moritz-Arndt-Universität Greifswald)
- Brand um Brand. 1873 (Digitalisat der UB Regensburg via EOD)
- Friedrich Wilhelm, der große Kurfürst. Der Bahnbrecher für Preußsens und Deutschlands Größe. Niedner, Wiesbaden 1873
- Der Städtemeister Rülin Baarpfennig. Geibel, Altenburg 1873
- Im Eise. Eine grönländische Geschichte. Niedner, Wiesbaden 1875
- Der Wolkenbruch in der Wiegenau. Niedner, Wiesbaden 1875
- Wilhelm von Oranien der Begründer der niederländischen Freiheit. Niedner, Wiesbaden 1875
- Im Busche. Eine australische Geschichte. Niedner, Wiesbaden 1876 (Digitalisat der UB Regensburg via EOD)
- Unter den Falschmünzern. Jugenderinnerungen eines alten Herrn. Niedner, Wiesbaden 1876 (Digitalisat der UB Regensburg via EOD)
- Am Zambesi. Eine Geschichte aus Dr. Livingstones Entdeckungsreise in Süd-Afrika. Niedner, Wiesbaden 1877 (Digitalisat)
- Die Eroberung von Wiesbaden im Jahre 1282 durch die Eppensteiner. 1878 (Digitalisat)
- Der Tabuntschik. Eine südrussische Geschichte. Niedner, Wiesbaden 1878 (Digitalisat)
- Der Stanhub. Eine Erzählung. Niedner, Wiesbaden 1880 (Digitalisat)
- Kreuzzüge: Dudo von Rüdelin. Eine Erzählung aus der Zeit des zweiten Kreuzzuges. Niedner, Wiesbaden 1881
- Der Onkel in Batavia. Niedner, Wiesbaden 1881 (Digitalisat)
- Joseph in Ägypten. Ein Lebensbild. Niedner, Wiesbaden 1883
- Das verlorene Kind. Eine Auswanderergeschichte für die deutsche Jugend und das Volk. Niedner, Wiesbaden 1884
- Die Klemenskirche - Erzählung aus der Zeit der Raubritter. Niedner, Wiesbaden 1885 (Digitalisat der Univ.-Bibliothek Frankfurt am Main)
- Die Rache ist mein. Eine Erzählung. Niedner, Wiesbaden 1885 (Digitalisat)
- Unter den Menschenfressern von Borneo. Niedner, Wiesbaden 1886 (Digitalisat)
- Theobald. Eine Erzählung aus den Sachsenkriegen im 8. Jahrhundert 1887 (Digitalisat der Univ.-Bibliothek Frankfurt am Main)
- Vom Rhein zur Donau. 1888 (Digitalisat)
- Kaiser Wilhelm I. Geibel, Altenburg 1889
- Im finsteren Tal. Geibel, Altenburg 1903 (Digitalisat)
- Das Nationaldenkmal auf dem Niederwald. Eine Erzählung für die deutsche Jugend und das Volk. Altenburg 1905 (Digitalisat)
- Die Entstehung des Klosters Arnstein. Geibel, Altenburg 1909 (Digitalisat)
- Die Pfarrfrau von Heftrich. Eine wahre Geschichte nach den Akten des Idsteiner Archivs
- Der Postraub in Würges. Eine Erzählung nach mündlichen und schriftlichen Überlieferungen. Oranien-Verlag, Herborn  (Digitalisat)
- Fünf Werke in einem Buch mit insgesamt 20 hübschen Stahlstichen (von 1877 bis 1879). Niedner, Wiesbaden 1878
  - Der blinde Zeuge. Eine wahre Geschichte
  - Der Hexenmüller in der Wisper, Eine Gespenstergeschichte ohne Gespenster (Digitalisat der UB Regensburg via EOD)
  - Die Meerlins. Eine Dorfgeschichte (Digitalisat)
  - Der Kassendiebstahl. Eine Erzählung nach Thatsachen aus einer Reichsstadt (Digitalisat der UB Regensburg via EOD)
  - Die Flüchtlinge im Steinthal. Eine Erzählung aus dem Leben Oberlins (Digitalisat)